# Henry Onwuzuruike
Henry Onwuzuruike (Enugu, 26 dicembre 1979) è un ex calciatore nigeriano, di ruolo centrocampista.

## Carriera

### Nazionale
Nel 2000 ha partecipato, insieme alla selezione nigeriana, ai Giochi della XXVII Olimpiade di Sydney.

## Palmarès

### Club

#### Competizioni nazionali
- Fußball-Regionalliga: 1

Darmstadt: 2010-2011 (girone sud)
- Oberliga Bayern: 1

Feucht: 2002-2003